# Метава (Илиноис)
Метава (енгл. Mettawa) град је у америчкој савезној држави Илиноис.

## Демографија
По попису из 2010. године број становника је 547, што је 180 (49,0%) становника више него 2000. године.
| Група             | 2000.       | 2010.       |
| Белци             | 340 (92,6%) | 450 (82,3%) |
| Афроамериканци    | 0 (0,0%)    | 10 (1,8%)   |
| Азијати           | 9 (2,5%)    | 25 (4,6%)   |
| Хиспаноамериканци | 15 (4,1%)   | 60 (11,0%)  |
| Укупно            | 367         | 547         |